# Ilim
Az Ilim (oroszul: Илим) folyó Oroszország ázsiai részén, az Irkutszki területen; az Angara jobb oldali mellékfolyója.

## Földrajz
Hossza: 589  km, vízgyűjtő területe: 30 300 km².
A Léna–Angara-fennsíkon ered. A fennsíkon északi, majd északnyugati irányban folyik és az Angarába, illetve a kialakított uszty-ilimszki víztározóba torkollik. Októbertől májusig jég borítja, legnagyobb árvize május-júniusban van.
Az Angarán 40 km-rel az Ilim torkolata alatt az 1970-es évek elején nagy duzzasztógát és vízerőmű épült, mely az Ilim és több mellékfolyójának vizét is visszaduzzasztotta. Így a folyó hosszú alsó szakasza a kialakított Uszty-ilimszki-víztározó része lett. A partján 1630-ban alapított és 1975-re kiürített Ilimszk város is víz alá került.
Az Ilim vízgyűjtő területén nagy vasérckészletek vannak, a kitermelt vasércet a folyótól 15 km-re fekvő Zseleznogorszk-Ilimszkij ércdúsító kombinátjában dolgozzák fel. 